# Rentyny
Rentyny (deutsch Rentienen) ist ein Ort in der polnischen Woiwodschaft Ermland-Masuren. Er gehört zur Gmina Gietrzwałd (Landgemeinde Dietrichswalde) im Powiat Olsztyński (Kreis Allenstein).

## Geographische Lage
Rentyny liegt am Nordufer des Gilbing-Sees (polnisch Jezioro Giłwa) – auch Rentiener See (polnisch Jezioro Rentyńskie) genannt – im Westen der Woiwodschaft Ermland-Masuren, 17 Kilometer westlich der Kreisstadt Olsztyn (deutsch Allenstein).
|  |

## Geschichte
Der kleine vor 1383 gegründete und seinerzeit Ranthenyn genannte Ort bestand in seinem Kern aus ein paar kleinen Höfen. Zwischen 1874 und 1945 war  Rentienen in den Amtsbezirk Dietrichswalde (polnisch Gietrzwałd) im Kreis Allenstein eingegliedert.
In der Gemeinde Rentienen waren im Jahre 1910 insgesamt 81 Einwohner gemeldet. Ihre Zahl belief sich im Jahre 1933 auf 70 und 1939 auf 59.
In Kriegsfolge kam 1945 das gesamte südliche Ostpreußen zu Polen. Rentienen erhielt die polnische Namensform „Rentyny“ und ist heute eine Ortschaft im Verbund der Landgemeinde Gietrzwałd (Dietrichswalde) im Powiat Olsztyński (Kreis Allenstein), zwischen 1975 und 1998 der Woiwodschaft Olsztyn, seither der Woiwodschaft Ermland-Masuren (mit Sitz in Olsztyn) zugehörig.

## Kirche
Bis 1945 war Rentienen in die evangelische Kirche Allenstein (polnisch Olsztyn) in der Kirchenprovinz Ostpreußen der Kirche der Altpreußischen Union, außerdem in die römisch-katholische Kirche Dietrichswalde im Bistum Ermland eingepfarrt.
Heute gehört Rentyny evangelischerseits zur Christus-Erlöser-Kirche Olsztyn in der Diözese Masuren der Evangelische-Augsburgischen Kirche in Polen, sowie katholischerseits zur Pfarrei Gietrzwałd im jetzigen Erzbistum Ermland.

## Verkehr
Rentyny liegt nördlich der polnischen Landesstraße 16 (ehemalige deutsche Reichsstraße 127) und ist von Gietrzwałd aus auf direktem Wege zu erreichen. Eine Bahnanbindung besteht nicht.